# Verkhovazhsky (huyện)
Huyện Verkhovazhsky (tiếng Nga: ? райо́н) là một huyện hành chính tự quản (raion), của Tỉnh Vologda, Nga. Huyện có diện tích 4330 km², dân số thời điểm ngày 1 tháng 1 năm 2000 là 17000 người. Trung tâm của huyện đóng ở Verkhovazh'ye.